# حرشفيات الأجنحة

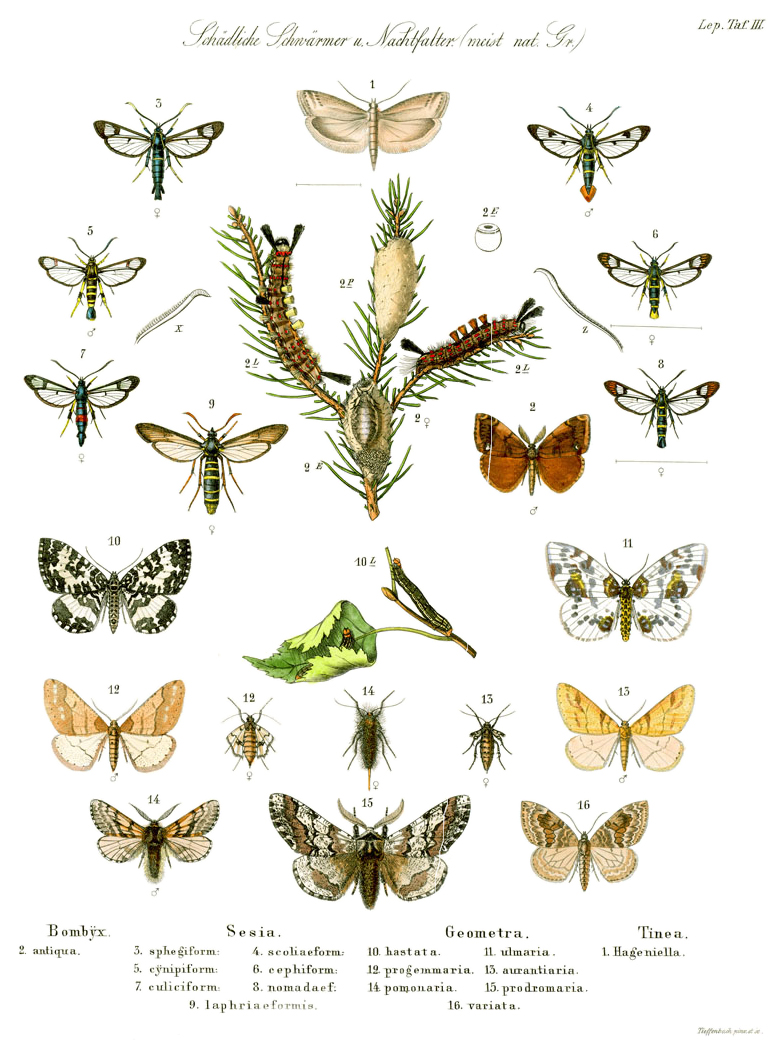
الفراش : من حرشفيات الأجنحة.

حَرْشفِيات الأجنحة أو حرشفية الأجنحة أو القِشريّة الجَناح (الاسم العلمي: Lepidoptera) (بالإنجليزية: scale wings)‏ هي ثاني أكبر رتبة من الحشرات (بعد الخنافس) لها أجنحة قشرية، من بينها الفراشات والعث ودود الجبن. تتميز قشريات الجناح البالغة بوجود جناحين رقيقين، وأجزاء فمية للمص، وخرطوم ملفوف بارز. تتضمن الرتبة حوالي 180,000 نوع موزعة على 126 عائلة و 46 عائلة عليا. تمثل حرشفيات الأجنحة %10 من مجموع الكائنات الحية.

## التصنيف
- رتيبات:
  - ذوات الخرطوم (الاسم العلمي: Glossata)
  - عديمات الخرطوم (الاسم العلمي: عديمات اللسان)
  - (الاسم العلمي: ذوات الأجنحة الصغرية)
  - (الاسم العلمي: Heterobathmiina)

## الرتيبات
رتيبات هذه الرتبة:
- كود سباركل
- تحديث القائمة

رتيبة:ذوات الخرطوم 
اسم علمي: Glossata

رتيبة:عثة 
اسم علمي: Heterocera